# 井笠鉄道ホジ1形気動車
井笠鉄道ホジ1形気動車（いかさてつどうホジ1かたきどうしゃ）は、1955年に製造され、井笠鉄道に在籍した気動車の1形式である。また、1961年に製造された高性能仕様の増備車であるホジ100形についても記述する。

## 概要
燃料事情の好転後、1950年代初頭の井笠鉄道においては、戦前製のガソリンカーが機関換装を行い、主力車として復帰していた。しかし、これらの戦前製気動車はボギー式と言えどもそれほど大型ではなく、大正期製造の蒸気機関車も引き続き本線で使用されていた。この現状に対し、目覚ましい発展を遂げるバス路線に対抗するため、鉄道線気動車の大型化・運転速度・回数の増加を達成する事を目的として導入された、大型ボギー式気動車が本系である。5両の内、1955年製の3両はホジ1形(ホジ1～3)、1961年製の2両はホジ100形(101・102)と、2つの形式に分類されている。 同鉄道の戦前製の気動車が、ジ1に始まりホジ12に至るまで続番となっているのに対し、ホジ1形が1～3と付番されているのは、井笠鉄道の最初期の気動車であるジ1・2・3の何れもが客車に改造されており、気動車の1～3の車番が欠番となっていたためである。また、ホジ100形がホジ3の続番とはならず、3桁の101・102の付番となっているのは、後述する車両構造・性能面で改良が加えられている事を反映したためと思われる。

## 構造
ホジ1形の車体仕様では、旧来の気動車のような、前後に鮮魚台を装備したスタイルが一新されている。当時地方の軽便鉄道にまで流行していた、正面2枚窓・半流線形の湘南顔に準じた張上げ屋根の前面を持ち、Hゴムを多用し、スッキリとした様式の側窓を合致した、非常に整ったデザインとなっている。側窓同様、Hゴム支持となった前面の2枚窓のうち、運転台側の窓は内側に若干傾斜しており、その傾斜部上には通風口が設けられていた。在来車と比べてかなり大柄な全長12メートル弱となった車体の定員は70名を数え、収容力が大幅に向上している。車内の仕様も旧来の車両との相違点があり、今まで単にモケット張りであった座面・腰掛は、モケットをビニール製のカバーで覆う形態を採っていた。室内灯に関しても、白熱灯でなく蛍光灯が用いられており、夜間の車内の明るさは飛躍的に向上したものと思われる。 また、車内には冷房装置や扇風機こそないものの、1936年製のホジ12以来久しぶりに軽油燃焼式の温風暖房器が設置され、冬季の車内での快適さの改善が図られている。 床下の機器配置にも多くの改良箇所があり、井笠鉄道の従来の気動車の多くが搭載していたいすゞDA系のエンジンは、直列6気筒系のエンジンで、高さの関係上床上に飛び出したエンジンカバーが車内の段差を生む要因になっていたが、本形式では、センターアンダーフロアエンジンバスなどへの搭載実績があった日野自動車製の水平6気筒系機関を搭載することによって、床板のフルフラット化を達成している。同時に、機関の出力強化も図られており、最高速度の向上と、1両で最大3両の客貨車牽引が可能な性能を達成している。 この様に、軽便鉄道サイズながら非常にスマートな車体を持ち、かつ高出力で性能面でも優れている本形式は、デビュー当時、鉄道ファンの間では、「トランジスターグラマー」と評される事もあったと言われている。
ホジ100形の基本的な仕様はホジ1形に準じているものの、製造時期に6年もの差がある事などから、一部機器等に変更点が散見される。車体に関して、運転台側の前面窓の傾斜は廃止され、ホジ1型で傾斜窓上部に設置されていた通風口は、窓下側の設置へ変更されている。側窓についても、Hゴム支持ではない下部の窓枠が、ホジ1型では木枠となっていたが、本形式においてはアルミサッシが採用されている。搭載機関も、ホジ1型同様の水平型ながら、出力がさらに向上したDS40型となっており、最高速度は75km/hと、当時の軽便鉄道向け気動車の中では国内最速を誇っていた。

## 運用
本線の新たな主力車であるホジ1形の導入によって、開業時より活躍していた1～3号機は事実上の休車に、6・7号機は予備車となり、平時の本線における無煙化を達成するに至った。この際、従来蒸気機関車が行っていた貨物列車の牽引も、本形式2両の重連等で代替されている。昭和36年にホジ101形が導入され、同系5両が出揃うと、残っていた蒸気機関車は全廃され、従来は本線を主な活躍の場としていたホジ7～9も支線運用に追いやられる形となった。平時の本線における運用では、本系1両に客車1両+貨車1両の混合列車で運行される事が多かったが、朝のラッシュ時においては、間に客車4両を挟んだ、DTTTTD編成6両による旅客輸送もこなしていた。この時の本線での気動車運用は基本4両で行われており、1両は検査時等の予備車として待機していた。
主要な検査は鬮場駅構内にあった鬮場車庫内で行われていたが、気動車のエンジンのメンテナンス・オーバーホールは、バスの物と共に同社の大磯整備工場(笠岡市笠岡字大磯)に持ち込まれて行われていた。
外観に関して、ホジ1形は入線当初、在来気動車や客車と同じ緑＋黄色の塗装塗り分けとなっていたが、ホジ101型導入前後の時期に、赤+白帯の塗装に改められ、ホジ100形は当初から赤＋白帯の塗装で導入された。途中で前面帯の塗り分けが変更された他は外観上の目立った変化もなく、その後も本線の主力車として活躍を続け、1971年の廃止を迎えている。運行最終日の3月31日には、1往復のみ運行された、1号機を先頭としたさよなら列車にホジ2と101が、客車2両を従えた短編成のさよなら列車にホジ1が起用され、晩年の本線の旅客輸送を担った本形式の最後の花道を飾った。

## 廃止後
井笠鉄道本線の廃止後、ホジ３は1972年3月31日の下津井電鉄線茶屋町-児島間廃止後、地上設備撤収用に運行を予定した貨物列車の牽引を目的として下津井電鉄に譲渡された。同電鉄においては、連結器の違いから、貨車1輌を控車として改装した上で、その運用に備えていたが、エンジンが不調で牽引力が充分でなかったと伝えられており、大半はトラックを直接軌道内に乗り入れて撤去作業を実施したため、ほとんど使用されなかった。ホジ3は井笠鉄道での現役時代、同系車中で最も不調であったといわれている。その後、長期に渡り下津井駅構内の車庫で保管されていたが、他の保管車と共に一度整備の上下津井駅3番ホームで展示された後、瀬戸大橋開業前のブームに乗じた駅構内の改装に伴う展示場所の若干の移動を経て、最終的には旧電車庫を転用した温室内で保存・展示されていた。1991年12月をもって同線が廃止となった後も、同車は下津井駅構内にその姿を留めており、現在は他の保存車両と共に、「下津井みなと電車保存会」の有志の手で定期的な修復が行われている。 
ホジ101は昭和50年代中頃まで鬮場車庫内で保管を経て、1981年2月にホハ8と共に井原市の経ヶ丸グリーンパークに移設され、現在も同地にて保存されている。
ホジ1・2は廃止後も譲渡されることなく、長らく鬮場車庫内で保管されていたが、1980年２月に発生した車庫への放火事件によって2両とも全焼し、その後解体された。解体後に残った車輪の内2軸が、井笠鉄道記念館及び井笠鉄道旧本社(現:井笠観光本社)にて展示されている。
残るホジ102は、ホジ7と共に愛好家の手に渡ったとされるが、その後の消息は不明となっている。

## 保存車
- ホジ3 - 倉敷市 下津井電鉄旧下津井駅
- ホジ101 - 井原市笹賀町 経ヶ丸グリーンパーク